# Vallemaio
Vallemaio – miejscowość i gmina we Włoszech, w regionie Lacjum, w prowincji Frosinone.
Według danych na rok 2004 gminę zamieszkiwały 1052 osoby, 55,4 os./km².